# Dicobaltcarbid
Dicobaltcarbid ist eine anorganische chemische Verbindung  des Cobalts aus der Gruppe der Carbide. 

## Gewinnung und Darstellung
Dicobaltcarbid kann durch Reaktion von Cobalt mit Kohlenmonoxid bei 220 °C gewonnen werden.
{\displaystyle \mathrm {2\ Co+2\ CO\longrightarrow Co_{2}C+CO_{2}} }

## Eigenschaften
Dicobaltcarbid ist ein metallischer, grauer Feststoff. Er zerfällt zwischen 260 und 310 °C und wird durch Wasserstoff zwischen 198 und 275 °C, durch Stickstoff zwischen 297 und 369 °C, sowie durch Kohlendioxid zwischen 364 und 540 °C in eine hexagonale Form überführt. Er hat eine orthorhombische Kristallstruktur mit der Raumgruppe Pmnn (Raumgruppen-Nr. 58, Stellung 3) und den Gitterparametern a = 288 pm, b = 445 pm, c = 436 pm sowie zwei Formeleinheiten pro Elementarzelle. In der Kristallstruktur ist jedes Kohlenstoff-Atom oktaedrisch von sechs Cobalt-Atomen umgeben, jedes Cobalt-Atom trigonal-planar von drei Kohlenstoffatomen. Außer Dicobaltcarbid  existiert auch noch Tricobaltcarbid Co3C (CAS-Nummer: 12011-59-5). Es ist nur im Temperaturbereich zwischen 500 und 800 °C stabil, hat eine Dichte von 8,4 g·cm−3 und eine mit Trieisencarbid isotype Kristallstruktur.

## Verwendung
Dicobaltcarbid entsteht bei Verwendung von Cobaltkatalysatoren in der Fischer-Tropsch-Synthese und beeinflusst diese Reaktion.